# تالیولو مونفراتو
تالیولو مونفراتو (به ایتالیایی: Tagliolo Monferrato) یک کومونه در ایتالیا است که در استان آلساندریا واقع شده‌است. تالیولو مونفراتو ۲۵٫۹ کیلومتر مربع مساحت و ۱٬۴۹۹ نفر جمعیت دارد و ۳۱۵ متر بالاتر از سطح دریا واقع شده‌است.